# Saint-André-de-Double
Saint-André-de-Double is een gemeente in het Franse departement Dordogne (regio Nouvelle-Aquitaine) en telt 147 inwoners (1999). De plaats maakt deel uit van het arrondissement Périgueux.

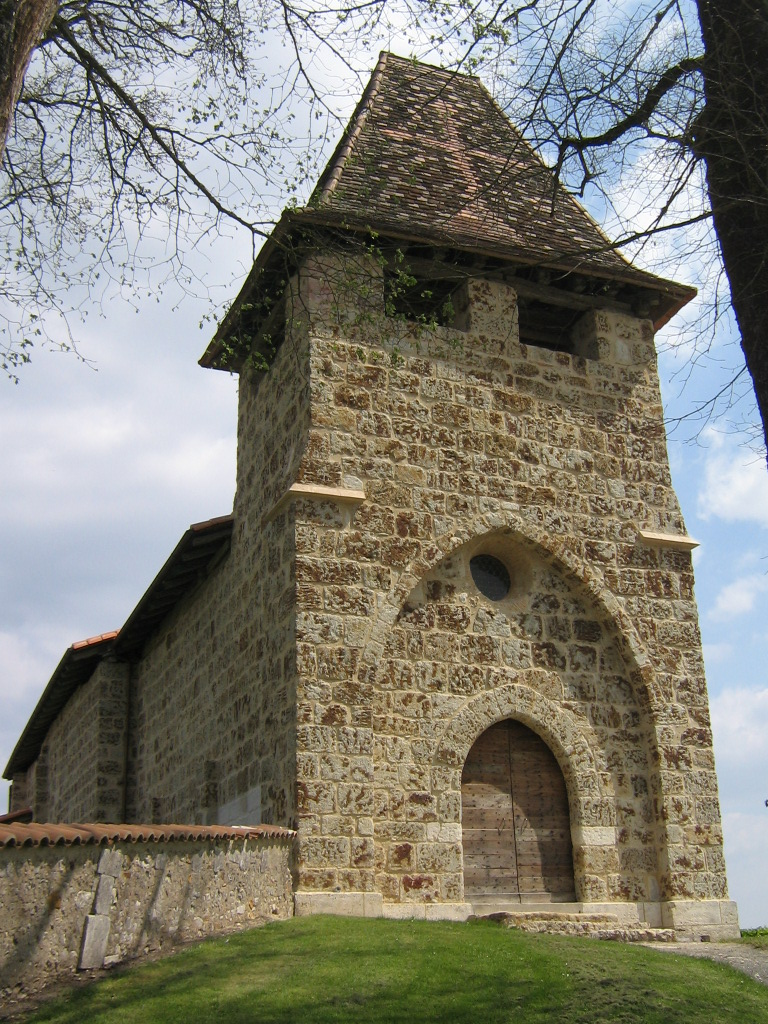
Kerk van Saint-André-de-Double

## Geografie
De oppervlakte van Saint-André-de-Double bedraagt 29,3 km², de bevolkingsdichtheid is 5,0 inwoners per km².
De onderstaande kaart toont de ligging van Saint-André-de-Double met de belangrijkste infrastructuur en aangrenzende gemeenten.

## Demografie
Onderstaande figuur toont het verloop van het inwonertal (bron: INSEE-tellingen).